# Bufo koynayensis
Bufo koynayensis är en groddjursart som beskrevs av Soman 1963. Bufo koynayensis ingår i släktet Bufo och familjen paddor. Inga underarter finns listade.